# Ejército Blanco (Rusia)
El Ejército Blanco (en ruso: Белая Армия, transliterado como Bélaya Ármiya) o Guardia Blanca (en ruso: Белая Гвардия, белогвардейцы; Bélaya Gvárdiya, belogvardeitsy), fue el brazo militar del Movimiento Blanco, durante la Guerra Civil Rusa desde 1918 hasta 1921. Estaba formado por fuerzas nacionalistas contrarrevolucionarias rusas, en muchos casos pro-zaristas, que tras la Revolución de Octubre lucharon contra el Ejército Rojo.

## Estructura del ejército

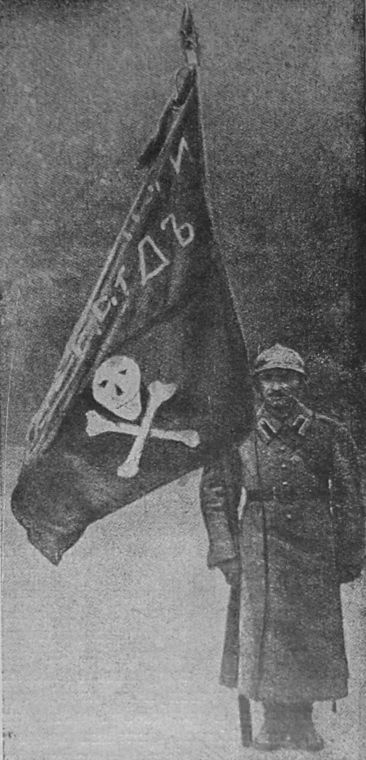
Estandarte del Batallón de la Muerte del denominado Ejército Blanco.

En sentido estricto, no existía un «Ejército Blanco» como fuerza unificada con coordinación central. En la práctica, las fuerzas blancas fueron una confederación de grupos contrarrevolucionarios, nacionalistas y monárquicos. La mayoría de sus miembros había servido en el ejército del zar Nicolás II y buscaban el retorno de la monarquía en el Imperio ruso.
La mayoría de los oficiales que conformaban el núcleo del ejército eran excombatientes de la Primera Guerra Mundial de ideología monárquica, pero otros grupos apoyaban a otras tendencias políticas: demócratas, social-revolucionarios de derecha, mencheviques, socialistas moderados, y otros personajes que eran opositores de la Revolución de Octubre por razones muy variadas. Las tropas de base del ejército blanco, por su parte, incluían tanto a enemigos declarados de los bolcheviques (muchos cosacos, por ejemplo), defensores de la monarquía, terratenientes y campesinos opuestos a las políticas bolcheviques.

## Colaboración extranjera
En ocasiones, los aliados occidentales de la Triple Entente y fuerzas extranjeras intervencionistas proporcionaron importante asistencia a las unidades del Ejército Blanco. Esto llevaría a algunos a ver al Ejército Blanco como representante de los intereses de las potencias rivales, elemento que la propaganda bolchevique aprovechó plenamente, difundiendo que los oficiales blancos solo obedecían órdenes de Francia y Gran Bretaña, contrariando el interés de Rusia.
En el campo de batalla el Ejército Blanco contó con colaboración ocasional de fuerzas extranjeras (japonesas, británicas, canadienses, francesas y estadounidenses, entre otros). Incluso, entre marzo y abril de 1918 se creó un cuerpo expedicionario aliado para intervenir específicamente en Siberia Oriental. En oriente el Ejército Blanco dependía completamente de la asistencia militar de parte del Imperio del Japón.

## Desenlace
Si bien los blancos aguantaron bastante tiempo en algunas zonas (especialmente en el este de Siberia, sur de Ucrania y Crimea), desde mediados del año 1919 las fuerzas del Ejército Rojo empezaron a obtener victorias decisivas en los diferentes frentes. 
En julio de 1919 el almirante Aleksandr Kolchak asumió el mando militar del Ejército Blanco en Siberia y se reveló como uno de los jefes militares más capaces de los blancos. Pero la falta de coordinación con otros líderes blancos y la impopularidad de sus caudillos locales hizo que el Ejército Blanco perdiera terreno ante el renovado Ejército Rojo. 
A fines de 1919 los bolcheviques habían recuperado la mayor parte de la Rusia Europea y habían expulsado a los blancos a las zonas más remotas de Siberia. Las tropas blancas, desmoralizadas y en desintegración permanente, empezaron a depender fuertemente del apoyo militar japonés a lo largo del año 1920.
Algunos soldados blancos lucharon bajo la dirección del autoproclamado General Grigori Semiónov, formando bandas armadas dedicadas al pillaje. Otros pasaron a Mongolia, donde establecieron un régimen ruso a las órdenes del barón Roman von Ungern-Sternberg, a costa de considerables bajas.
Hacia el final de la guerra el general Wrangel reunió los restos del ejército de Denikin y fortificó su posición en Crimea con 150.000 supervivientes. Mantuvieron estas posiciones hasta que el Ejército Rojo volvió de Polonia, donde había estado luchando la Guerra Polaco-Soviética desde 1919. Cuando la totalidad de las fuerzas del Ejército Rojo se enfrentó con los Blancos, estos terminaron agobiados y derrotados. Las tropas que quedaron fueron evacuadas a Estambul en noviembre de 1920.